# شهر تونس
شهر تونِس، پایتخت کشور تونس است. این شهر در شمال شرقی کشور تونس قرار دارد. همچنین این شهر یک شهر بندری و ساحلی است. همچنین این شهر مهم‌ترین و پرجمعیت‌ترین شهر این کشور است.
جمعیت این شهر در سال ۲۰۰۳ برابر با ۶۹۹٬۷۰۰ بوده و مرکز استان تونس نیز هست.
شهر تونس در انتهای خلیج تونس قرار گرفته است.

## تاریخچه
شهر تاریخی کارتاژ (غرطاجنه در منابع عربی و اسلامی) نزدیک این شهر بوده است.
شهر تونس در سده پنج هجری (۱۳ میلادی) پایتخت دولت حفصی شمال آفریقا شد و تبدیل به یک کانون بازرگانی در دریای مدیترانه گشت.
در سال ۱۵۳۴ میلادی عثمانیان به سرکردگی بارباروس خیرالدین پاشا تونس را اشغال کردند ولی از سال ۱۵۹۱ حکومت محلی به گونه‌ای مستقل از استانبول عمل می‌کرد.
در سال ۱۸۸۱ شهر تونس بدست فرانسویان افتاد و در معماری آن دگرگونی بزرگی پیش آمد. از پایان ۱۹۴۲ تا میانه‌های ۱۹۴۳ شهر تونس در دست نیروهای متفقین بود.

## کوی‌ها و اماکن مهم

- خیابان حبیب بورقیبه، اصلی‌ترین خیابان پایتخت[۱]
- دانشگاه و مسجد زیتونه
- دروازه علیوه
- دروازه الفّله
- دروازه سعدون
- دروازه سویقه
- بلودر (Belvédère)، از حومه‌های شمال شهر، دارای باغ وحش
- کرانه دریاچه تونس
- کوی گل‌ها
- کوی باغچه‌ها
- المنازه و المنار
- العمران
- لکانیا
- صیقلیه کوچک
- مونفلوری (Montfleury)
- مونپلزیر (Montplaisir)
- موتولویل (Mutuelleville)
- دماغه طابیه
- سیدی حسین
- موزه ملی باردو

## نگارخانه

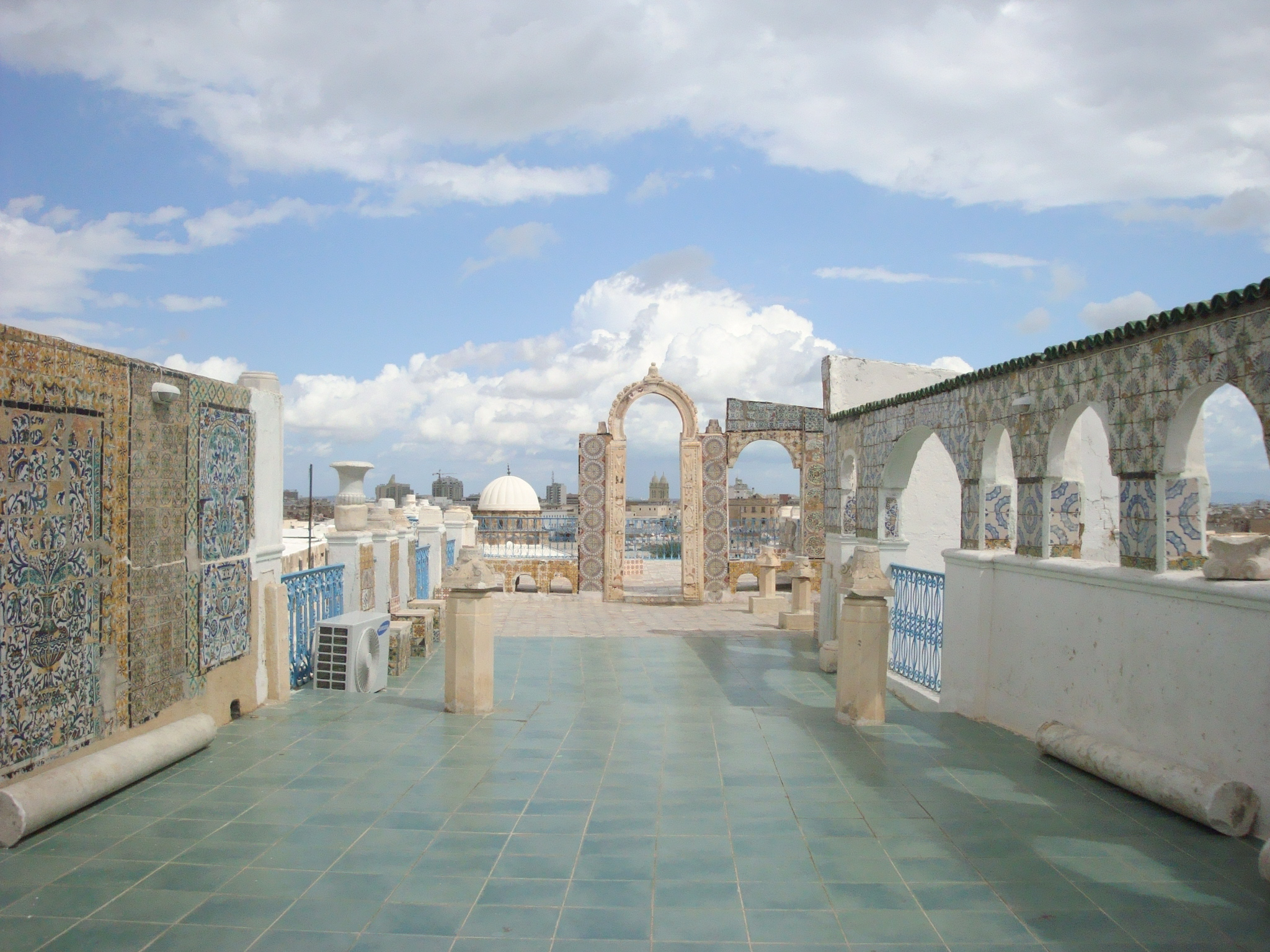
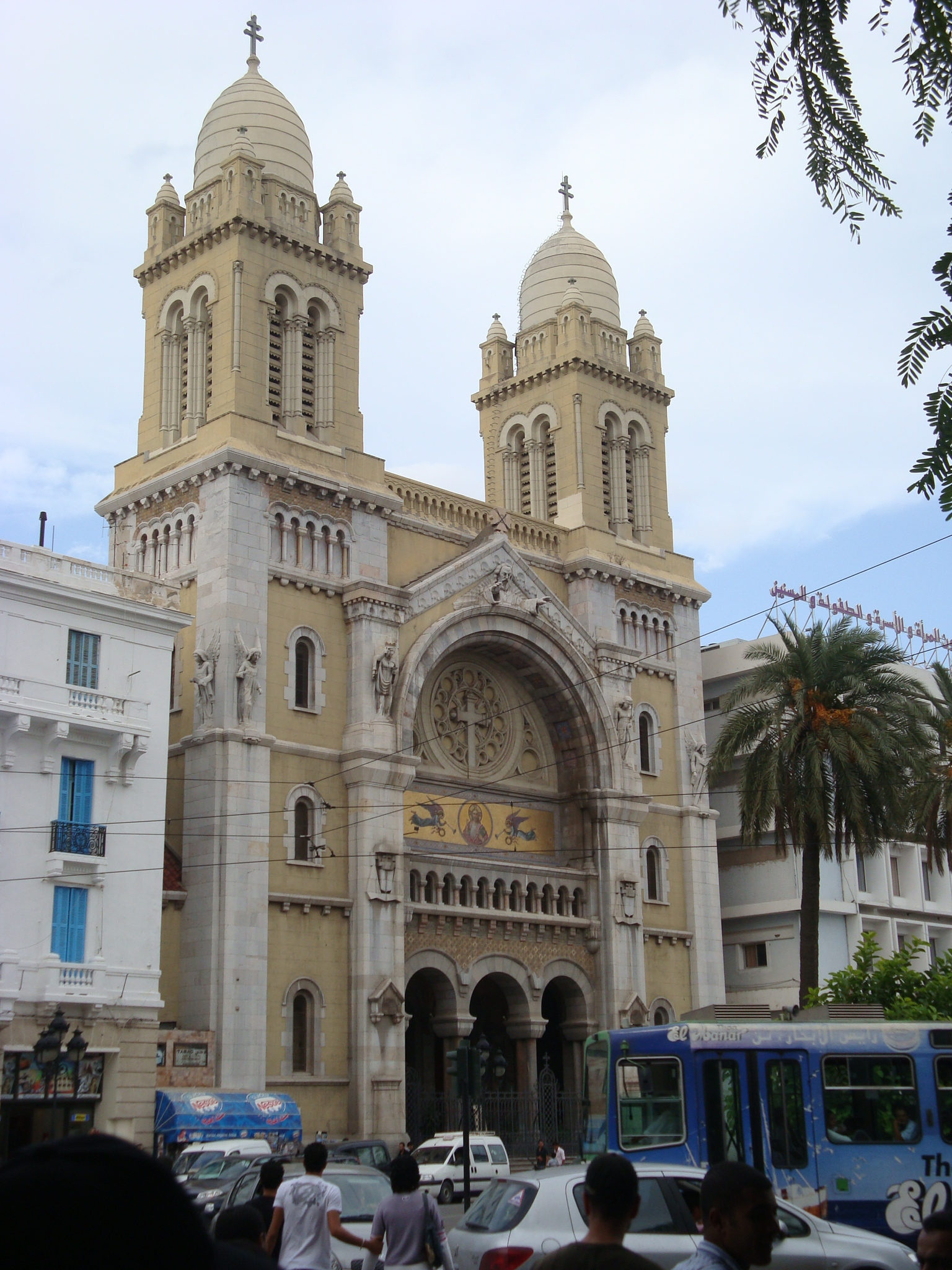
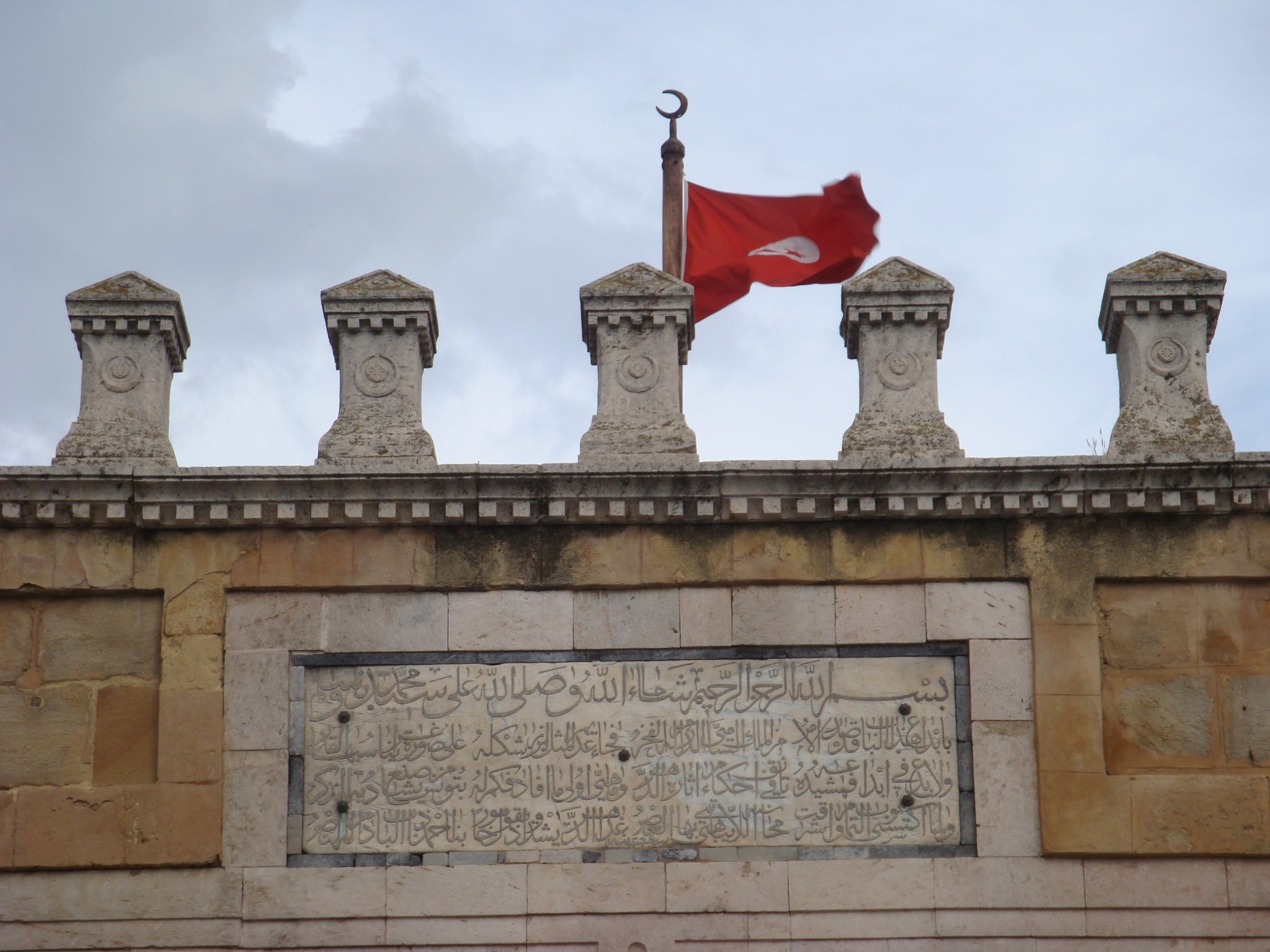